# Beallsville (Pensilvania)
Beallsville es un borough ubicado en el condado de Washington en el estado estadounidense de Pensilvania. En el año 2000 tenía una población de 511 habitantes y una densidad poblacional de 81 personas por km².

## Geografía
Beallsville se encuentra ubicado en las coordenadas 40°3′53″N 80°1′29″O / 40.06472, -80.02472.

## Demografía
Según la Oficina del Censo en 2000 los ingresos medios por hogar en la localidad eran de $37,656 y los ingresos medios por familia eran $41,667. Los hombres tenían unos ingresos medios de $32,250 frente a los $26,250 para las mujeres. La renta per cápita para la localidad era de $15,917. Alrededor del 10.7% de la población estaba por debajo del umbral de pobreza.